# Kristian Mantzius
Kristian Andreas Leopold Mantzius (ved dåben Christian Andreas Leopold) (4. november 1819 i Viborg – 5. juni 1879 i København) var en dansk skuespiller. Han blev født i Viborg som søn af major Carl Johan Peter Mantzius (1791–1859) og Mette Marie, født Fogh (1792–1870). 
Han blev dimitteret 1837 fra Metropolitanskolen og kom til Københavns Universitet, hvor han året efter begyndte sit studium af teologi, som han fortsatte til 1842. 27. september samme år debuterede Mantzius som Erasmus Montanus på Det Kongelige Teater. Efter sin tredje debut ansattes han som prøveskuespiller med 400 rigsdaler i løn. Men først i august 1848 blev han ansat som kongelig skuespiller, og det krævede kongelig indblanding fra Frederik 7. I 1858 tog han dog sin afsked og var de to følgende sæsoner ansat ved Folketeatret, før han vendte tilbage til Det Kongelige Teater. Mens han var på Folketeatret, fik hjalp han sin ven J.C. Hostrup med at få opsat dennes studenterkomedie Gjenboerne. 
Han ægtede 20. januar 1859 Anna Margrethe Petrea Jørgensen (født i København 10. december 1841).
Han faldt aldrig til ro og var stort set uenig og utilfreds med direktionen på Det Kongelige Teater igennem al den tid han var ansat; formentlig beholdt han kun sin stilling på grund af sin store popularitet hos publikum. Han afskedigedes 17. april 1871 uden pension, var herefter folkeoplæser for en tid og vendte også tilbage til Det Kongelige Teater som gæsteskuespiller, før han i efteråret 1877 blev alvorligt syg. Efter halvandet års tiltagende svagelighed bukkede han 5. juni 1879 under for sin slægtssygdom (brystsyge).
Mantziusvej i Hellerup blev opkaldt efter Kristian Mantzius i 1903.

## Udvalgte roller
- Erasmus Montanus i Erasmus Montanus (Holberg) (1842) debut
- Arv i Jean de France (Holberg) (1842)
- Giulio Romano i Correggio (Oehlenschläger) (1843)
- Løjtnant v. Buddinge i Gjenboerne (Hostrup) (1843-44)
- Konsul Varbjerg i En Spurv i Tranedans (Hostrup)
- Jeronimus i Pernilles korte Frøkenstand (Holberg)
- Jacob Skomager i Jeppe på Bjerget (Holberg)
- Jesper Ridefoged i Erasmus Montanus (Holberg)
- Skalholt i Besøget i København (Hertz)
- Pastor Jensen i Deklarationen (Christian Richardt)
- Grønholt i Mester og Lærling (Hostrup)
- Daniel Hejre i De unges Forbund (Henrik Ibsen)
- Anker i Soldaterløjer (Hostrup)

## Var ansat ved følgende teatre
- Det kongelige Teater
- Christiania Theater
- H.V. Langes provinsteaterselskab
- Folketeatret
- Casino

## Familie
søn Karl Mantzius (1860-1921) skuespiller, instruktør og direktør 

søster Juliane Johanne Marie Henriette Mantzius (1822-1869)

bror Johan Frederik Mantzius (1834-1890) skolemand

søsterdatter Juliane Blicher-Hansen (1849-1933) højskoleforstander